# Турция на «Евровидении-2000»
Турция участвовала в сорок пятом выпуске телевизионного конкурса Евровидение-2000, который состоялся 13 мая в Глобен-арене Стокгольма, Швеция. Страну представляли певица Пынар Айхан и группа The S.O.S. с песней Yorgunum anla ("Я устала понимать"), написанной самой Айхан в соавторстве с мужем Сюханом Айханом и Оркуном Язганом. По итогам голосования они заняли десятое место из 24, набрав 59 очков. Данный результат позволил Турции принять участие на Евровидение-2001, где страну представлял Седат Юдже с песней Sevgilye Son. Конкурс был показан TRT на канале TRT 1 с комментариями Омера Ондера.

## Предыстория
К моменту участия на конкурсе 2000 года Турция участвовала на Евровидение 21 раз с момента своего дебюта в 1975 году. При этом страна четырежды пропускала Евровидение: в 1976, 1977 и 1979 годах по политическим причинам и в 1994 году из-за низкого результата годом ранее. Самым лучшим результатом для Турции было третье место, которое они зафиксировали в 1997 году с песней Dinle в исполнении Шебнем Пакер и Grup Etnik. Самым худшим результатом для Турции было последнее место, которое они занимали трижды: в 1975, 1983 и 1987 годах. На Евровидение-1999 композиция Dön Artık в исполнении Тугбы Ёналь и группы Mistik заняла 16-е место, набрав 21 очко.
Турецкое телевидение (TRT) отвечало за организацию и выбор отбора артиста и песни для представления страны на Евровидение. С 1975 года TRT проводило национальные отборы под названием Eurovision Şarkı Yarışması Türkiye Finali. В 2000 году данная процедура продолжала использоваться.

## До «Евровидения»

### 23. Eurovision Şarkı Yarışması Türkiye Finali
Двадцать третий выпуск турецкого национального отбора Eurovision Şarkı Yarışması Türkiye Finali состоялся 18 февраля 2000 года в студии Ari TV в Анкаре. Ведущими были Ясемин Памукчу и Омер Ондер. Десять песен, исполненных восемью артистами (Ферйал Башел и Семих Байрактар пели дважды) были представлены. Победитель определялся посредством голосования экспертного жюри. Они объявили только первые два места.
| Порядковый номер | Исполнитель                      | Название песни      | Автор(ы)                               | Место |
| ---------------- | -------------------------------- | ------------------- | -------------------------------------- | ----- |
| 1                | Сибель Миркелам                  | Duy Beni            | Селим Коркмаз                          | —     |
| 2                | Пынар Айхан и группа The S.O.S.  | Yorgunum Anla       | Сюхан Айхан, Пынар Айхан и Оркун Язган | 1     |
| 3                | Ышын Караджа                     | Bir Kırık Sevda     | Аслыгюль Аяз, Гюнай Чобан              | 2     |
| 4                | Семра Сарпкайя                   | Aşkımız Bir Masal   | Толга Гюрдил, Мюге Байсал              | —     |
| 5                | Ферйал Башел                     | Son Defa            | Ихсан Кёсеоглу                         | —     |
| 6                | Семих Байрактар                  | Bu Aşk Yasak Bana   | Семих Байрактар                        | —     |
| 7                | Айча Дёнмез                      | Bak Rüzgarlara      | Джан Атилла, Бахадыр Шахин             | —     |
| 8                | Ферйал Башел                     | Sana                | Ихсан Кёсеоглу, Эбру Экши Кёсеоглу     | —     |
| 9                | Семих Байрактар и группа Avrasya | Aşık Oldum          | Умут Эрдоган, Деврим Айдын             | —     |
| 10               | Зелиха Сунал                     | Yarım Kalan Senfoni | Толга Гюрдил, Мюге Байсал              | —     |

## На «Евровидении»
Согласно правилам конкурса Евровидение-2000 к участию допускаются страна-победительница прошлого выпуска, члены клуба "большой четвёрки" (Великобритания, Германия, Испания и Франция), 13 стран, имеющих высокий средний балл по итогам прошлых пяти конкурсов и те страны, которые не участвовали в предыдущем выпуске, но транслировали его. Средний балл Турции составлял 49, следовательно, страна допускалась к участию. Пынар Айхан и группа The S.O.S. выступали под номером 22, между Латвией и Ирландией. Хотя их конкурсная песня Yorgunum anla на национальном отборе была исполнена на турецком языке, часть песни была переведена на английский и в двуязычном виде была представлена в Стокгольме. Это был первый случай в истории Евровидения, когда текст турецкой заявки прозвучал на английском языке. По итогам голосования они заняли десятое место из 24, набрав 59 очков, включая максимальные 12 очков от Франции и Нидерландов. Хотя большинство стран-участниц использовали телеголосование, Турция была одной из немногих, кто по-прежнему пользовался голосами жюри. 12 очков турецкое жюри присудило стране-хозяйке конкурса Швеции. Россия не присудила Турции ни одного очка.
| Очки      | Страна                       |
| --------- | ---------------------------- |
| 12 баллов | - Франция Нидерланды         |
| 10 баллов | Германия                     |
| 8 баллов  |                              |
| 7 баллов  |                              |
| 6 баллов  |                              |
| 5 баллов  | - Австрия МакедонияШвейцария |
| 4 балла   | Финляндия                    |
| 3 балла   | Бельгия                      |
| 2 балла   |                              |
| 1 балл    | - Дания НорвегияШвеция       |

| Очки      | Страна         |
| --------- | -------------- |
| 12 баллов | Швеция         |
| 10 баллов | Норвегия       |
| 8 баллов  | Хорватия       |
| 7 баллов  | Ирландия       |
| 6 баллов  | Великобритания |
| 5 баллов  | Мальта         |
| 4 балла   | Австрия        |
| 3 балла   | Нидерланды     |
| 2 балла   | Эстония        |
| 1 балл    | Дания          |